# Isidora Aguirre
María Isidora Ignacia Aguirre Tupper (Santiago, 22 de marzo de 1919-ib., 25 de febrero de 2011) fue una escritora chilena, autora principalmente de obras dramáticas de temas sociales que han sido representadas en numerosos países de América y Europa. Su obra más conocida es La pérgola de las flores que, como se dice la página correspondiente de Memoria Chilena, constituyó «uno de los hitos de la historia del teatro chileno de la segunda mitad del siglo xx».

## Biografía
Hija de Fernando Aguirre Errázuriz y la pintora María Tupper Huneeus (1893-1965), fue alumna del Colegio Jeanne D'Arc de Santiago y después hizo estudios de trabajo social y de literatura, piano, ballet moderno y dibujo (1937-39).
A los 21 años, en 1940, Nené (como la llamaban) se casó con Gerardo Carmona, un refugiado de la guerra civil española, vivió cinco años en el campo y, más tarde, se fue con él a París, donde comenzó a ganarse la vida como ilustradora, al tiempo que seguía estudios de teatro y cine.
De regreso en Chile, «un encuentro fortuito con el actor y director de teatro Hugo Miller en un trolebús resultó decisivo para definir su vocación y dedicarse por completo a la dramaturgia» y fue así como en 1952 se inscribió en un curso dramaturgia, dictado por él en la Academia Chilena del Ministerio de Educación. «A partir de entonces, su entrega a la actividad teatral la llevaría en muchas ocasiones a dejar de lado, incluso, su vida personal.»
Sobre su completa dedicación al teatro, dijo: «Uno siempre tiene que escoger. No es posible estar casada y dedicarse a escribir como yo lo hago. La Pérgola me costó lágrimas. Tenía que pasar días enteros en la biblioteca buscando datos históricos, aunque esperaba a mi hija menor y me habría gustado tejer paletocitos. Pero el teatro me escogió a mí. Para Los papeleros, pasé meses conversando con los que hurgan en los tarros de basura. Y Lautaro me significó llegar, a caballo, a reductos indígenas y vivir allí. ¿Qué marido soporta eso?»
Antes de consagrarse al teatro, había comenzado a escribir cuentos infantiles (en 1938 publicó una recopilación de ocho de ellos); también publicó, en 1948, una novela para niños. Isidora Aguirre recuerda así sus primeros ensayos literarios: «Creo que fue a los seis años que escribí un cuento que después empastamos. Se llamaba Los anteojos de Pepito y eran tres páginas con la letra muy grande. No volví a escribir cuentos hasta los quince años, cuando Marta Brunet, amiga de mi madre, me encargó la página infantil de la revista Familia».
Como gran parte de los dramaturgos chilenos durante las décadas de 1950 y de 1960, su carrera comenzó bajo el alero de los teatros universitarios, instituciones que, a partir de la década de 1940, generaron un cambio tanto cualitativo como cuantitativo en la actividad teatral chilena. Con la fundación del Teatro Experimental de la Universidad de Chile (TEUCH) en 1941, y el Teatro de Ensayo de la Universidad Católica (TEUC) en 1943, empezó a desarrollarse una práctica teatral profesional caracterizada por un mayor rigor artístico y técnico que el teatro comercial producido con anterioridad, lo que, a su vez, fomentó tanto la producción de obras como la conformación de nuevos grupos teatrales y de un público consumidor de ese tipo de teatro en el país.
En 1955 estrena sus primeras comedias Carolina y La dama del canasto, pero muy pronto se dedicó al «teatro comprometido», corriente a la que pertenece buena parte de su producción. Para realizar la protesta social, experimentó con diversos estilos teatrales: comedia, comedia musical, farsa, obras históricas, obras testimoniales y teatro popular. En 1959, estrenó su primera tragedia, Población Esperanza, de marcado contenido social y escrita conjuntamente con el novelista Manuel Rojas. Al año siguiente, saltó a la fama con La pérgola de las flores, que ha tenido innumerables puestas en escena y que fue llevada al cine con el mismo nombre por el director uruguayo-argentino Román Viñoly Barreto en 1965.
Militó en el Partido Comunista de Chile.
Isidora Aguirre también escribió novelas para adultos. La primera, Doy por vivido todo lo soñado, publicada en 1987, es la historia novelada de su madre. La segunda, Carta a Roque Dalton (1990), está dedicada al escritor salvadoñero y al amor que tuvo con él en 1969, cuando ella fue miembro del jurado del Premio Casa de las Américas, que Dalton ganó con su poemario Taberna y otros lugares. Por último, Santiago de diciembre a diciembre es una historia de amor que transcurre en época del gobierno de Salvador Allende y del golpe militar del 11 de septiembre de 1973.
Fue profesora de Teatro Chileno y de Construcción Dramática en la Universidad de Chile. También enseñó en la Universidad Técnica del Estado y en la Coporación Arrau. Le tocó ser profesora en la UTE de Víctor Jara y posteriormente hizo clases en dicha universidad junto a Víctor Jara, con quién dividía su tiempo entre creación y clases.
Después de que Augusto Pinochet tomara el poder en Chile, Isidora Aguirre, que permaneció en el país, perdió su trabajo universitario, pero en sus viajes por América Latina ejerció la docencia teatral en talleres en Quito, Cali, Bogotá  y México.
Creó la Obra LAUTARO como un homenaje al pueblo Mapuche en 1982, obra que tuvo más de 300 representaciones y fue financiada en parte por ella con la herencia recibida la vender una casa de su madre. Para crear dicha obra Isidora vivió 3 días en una comunidad araucana del sur de chile.
La obra "Retablo de Yumbel" fue un homenaje a los Detenidos desaparecidos durante la dictadura de Augusto Pinochet, para la creación visitó YUMBEL, cuyo santo San Sebastían la inspiró para escribir la obra. El estreno fue en la ciudad de concepción y coincidió con el atentado al General Pinochet en 1986. Esta obra recibió en 1987 el premio cubano "Casa de las Américas".
Tuvo dos hijos con su primer marido, Gerardo Carmona, y otros dos con el segundo, el inglés Peter Sinclaire, del que también se separó.
Isidora Aguirre Tupper falleció la noche del 25 de febrero de 2011 a causa de una insuficiencia pulmonar. Como comentó su amiga y escritora Virginia Vidal: «A Isidora, Chile la entierra debiéndole el Premio Nacional de Literatura que habría sido menguado reconocimiento a su vasta obra de novelista y dramaturga».
Póstumamente, fue publicada una quinta novela de Aguirre, Guerreros del sur, escrita en colaboración con Renato Peruggi y prólogo de Andrea Jeftanovic. El libro está inspirado en Lientur, el toqui que venció a los españoles en la Batalla de Las Cangrejeras el 15 de mayo de 1629.
A pesar de su inmensa obra, que se caracterizó por su compromiso social, en la cual investigó profundamente sus personajes, sumado a su defensa de los derechos humanos y su actividad patriótica, el jurado que entrega los premios durante los gobiernos de la Concertación de Partidos por la Democracia negaron en reiteradas ocasiones el Premio Nacional a Isidora Aguirre. Este hecho fue recordado por el dramaturgo Juan Radrigán en su discurso de obtención de dicho premio en 2012.

## Premios y distinciones
- Premio de la Crítica y Laurel de Oro por Población Esperanza
- Premio de la Crítica por La pérgola de las flores
- Premio Luis Alberto Heiremans de Popularidad Teatral
- Premio Municipal de Literatura de Santiago 1964 por Los papeleros
- Premio Municipal de Literatura de Santiago 1971 por Los que van quedando en el camino
- Premio Eugenio Dittborn por Lautaro
- Premio Casa de las Américas 1987 por Retablo de Yumbel
- Premio Mejores Obras Literarias Publicadas 1994 por Los libertadores Bolívar y Miranda
- Medalla de Santiago por su aporte a la cultura nacional
- Orden al Mérito Artístico y Cultural Pablo Neruda (2005)

## Obras (años de estreno)
- 1938 - Ocho cuentos (infantil), ed. Zig-Zag, Santiago, Chile
- 1948 - Wai-Kii (novela infantil), ed. Rapa Nui, Santiago, Chile
- 1955 - Carolina (comedia)
  - - La dama del canasto (comedia)
- 1956 - Pacto de medianoche (comedia en un acto)
  - - Anacleto Chin-Chin (farsa infantil en un acto)
  - -  Entre dos trenes (drama en un acto)
- 1957 - Dos y dos son cinco (comedia en tres actos)
  - -  Las tres Pascualas (drama en tres actos sobre la leyenda penquista de tres mujeres que se suicidan por el mismo hombre)
  - - La micro (monólogo para una mujer, en un acto)
- 1958 - Las sardinas o la supresión de Amanda (monólogo para hombre en un acto)
- 1959 - Población Esperanza (tragedia escrita con Manuel Rojas)
- 1960 - La pérgola de las flores (comedia musical; música y letra de las canciones: Francisco Flores del Campo; dirección de la versión del estreno: Eugenio Guzmán)
- 1962 - Los papeleros (con canciones de Gustavo Becerra). Premio Municipal 1964
- 1964 - Don Anacleto Avaro (farsa, publicada en un volumen de teatro escolar)
- 1965 - La dama del canasto (teatro; con música de Sergio Ortega)
- 1969 - Los que van quedando en el camino (drama basado en hecho reales; el título proviene de una frase del Che Guevara)
- 1970 - Quién tuvo la culpa de la muerte de la María González (teatro)
- 1972-  Cabezones de la feria (Teatro Educativo Contingente)                         
  - - Historia de las JJCC (coreografía de P. Bunster, dirección de Víctor Jara, Estadio Nacional de Chile)
- 1974- En aquellos locos años veinte (adaptación de La señorita charleston, de Armando Moock
  - - "La Desideria en el cielo (teatro; música de Luis Advis)
- 1975- La leyenda de las tres Pascualas, (teatro, 2ª versión)
- 1979 - Amor a la africana (comedia)
- 1980 - Los juglares (teatro)
- 1982 - Lautaro. Epopeya del pueblo mapuche (teatro)
  - - Esos padres de la patria: Manuel Rodríguez (teatro; epoppeya musical popular)
- 1983 - Fuenteovejuna (adaptación de Aguirre de la obra clásica de Lope de Vega)
- 1984- Mi primo Federico ((pieza cuya acción transcurre en Granada))
- 1986- Federico hermano (homenaje a García Lorca, drama poético)
- 1987 - El retablo de Yumbel (teatro), Premio Casa de las Américas
  - - Doy por vivido todo lo soñado (novela)
  - - El señor presidente (adaptación teatral de la novela de Miguel Ángel Asturias)
- 1988 - Diálogos de fin de siglo (pieza inspirada en la tragedia del presidente chileno José Manuel Balmaceda)
  - - Tía Irene, yo te amaba (teatro)
- 1990 - Carta a Roque Dalton (novela)
- 1993 - Los libertadores Bolívar y Miranda (pieza histórica sobre Simón Bolívar y Francisco de Miranda).
- 1998 - Santiago de diciembre a diciembre (novela)
- 1999 - Manuel (pieza basada en la leyenda de Manuel Rodríguez)
- 2000 - El adelantado don Diego de Almagro (teatro)
- 2003 - ¡Subiendo..., último hombre! (pieza sobre el cierre de las minas de carbón en Lota)
- 2007 - Isidora Aguirre: antología esencial. 50 años de dramaturgia, Eds. Frontera Sur
- 2008 -  "balmaceda. dialogos de amor y muerte" (novela)  (pieza inspirada en  su obra previa "Diálogos de fin de siglo"  y la tragedia del presidente chileno José Manuel Balmaceda) Santiago: Uqbar Editores
- 2011 - Guerreros del sur (novela), con prólogo de Andrea Jeftanovic, Santiago: Uqbar Editores